# Qatar Financial Centre

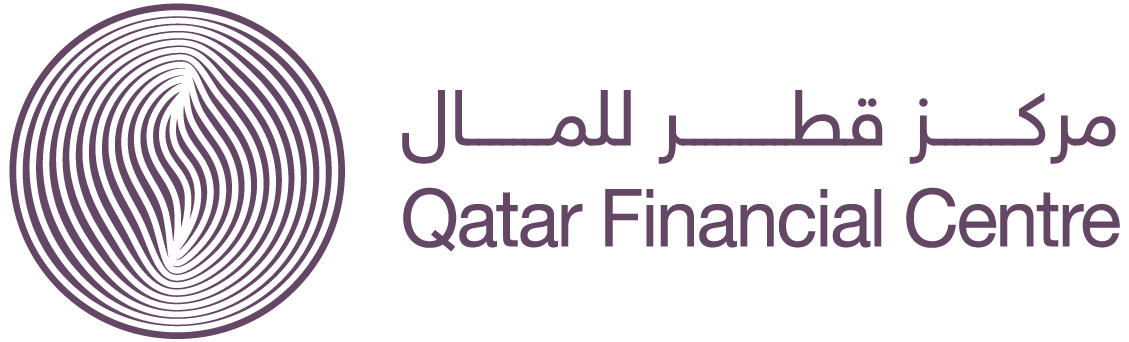
Logo von Qatar Financial Centre

Qatar Financial Centre (QFC; arabisch مركز قطر للمال, DMG Markaz Qaṭar li-l-Māl) ist ein Wirtschafts- und Finanzzentrum in Doha. Es wurde im März 2005 vom Staat Katar gegründet. QFC bietet Finanzdienstleistungen für Unternehmen an. Langfristiges Ziel ist es, die wirtschaftliche Entwicklung der Region zu fördern.

## Produkt
QFC unterstützt Unternehmen, die aus dem Nahen Osten oder in den Nahen Osten expandieren wollen. Im Vordergrund stehen dabei Steuer- und Rechtsfragen. Firmen, die dem Qatar Financial Centre beitreten, sollen außerdem von einem einfachen Beitrittsprozess und der Verbindung zwischen der lokalen Industrie, insbesondere der Öl- und Erdgasindustrie, und der globalen Finanzwelt profitieren.

## QFC Authority
Die Qatar Financial Centre Authority ist der kommerzielle und strategische Arm des QFCs. Die QFC Authority beinhaltet eine unabhängige Regulierung der partizipierenden Unternehmen, die QFC Regulatory Authority (QFCRA). Diese agiert nach internationalen Standards und ist für die Verbreitung von Transparenz, Effizienz und Rechtschaffenheit in den Unternehmen des QFCs zuständig. Außerdem gehört zu QFC Authority auch eine unabhängige Justiz, die zur Bewertung von Zivil- und Wirtschaftsrecht zuständig ist.

## Organisation
QFC gehört zu 100 % dem Staat Katar. Des Weiteren wird QFC von einem siebenköpfigen Vorstand geleitet. Vorstandsvorsitzender ist seit Juni 2015 Yousuf Mohamed Al-Jaida. Auch die QFC Authority verfügt über einen Vorstand, der aus fünf Mitgliedern besteht.

## Zielsetzung
QFC ist Teil von Qatar’s National Vision for 2030, einer Initiative zur Stärkung des Wirtschaftsraumes. Ziel von QFC ist es eine Verbindung herzustellen zwischen den Märkten der Region und der internationalen Finanzwelt. Durch Unterstützung der Wirtschaft Katars soll QFC langfristig zur Entwicklung des Wirtschaftsraumes Katar beitragen.